# Wulatelong
Wulatelong é um gênero de dinossauro da família Oviraptoridae. Há uma única espécie descrita para o gênero Wulatelong gobiensis. Seus restos fósseis foram encontrados na formação Wulansuhai, província da Mongólia Interior, China, e datado do Cretáceo Superior (Campaniano).